# Цитоархитектоническое поле Бродмана 4
Поле 4 Бродмана относится к первичной моторной коры в человеческом мозге. Находится в задней части лобной доли.

## Человек
Поле 4 Бродмана — это часть прецентральной извилины. Пределами поля является: прецентральная борозда (вентрально), медиальной продольная трещина в горе (медиально), центральная борозда позади (дорзально), и латеральной борозды снизу (латерально).
Этот участок коры, как показали Уайлдер Пенфилд и другие, имеет вид гомункула. То есть, ноги и туловище сложите по средней линии; руки расположены вдоль середины; и лицо в нижней части рисунка. Поскольку Поле 4 Бродмана также есть местонахождению первичной моторной коры, и этот гомункул называется моторным гомункулом (подобно сенсорного гомункула, см. раздел дополнительных изображений статьи Постцентральной извилины).

## Человекообразные
Термин поле 4 Бродмана-1909 относится к цитоархитектонично определенной определенной части лобной доли у человекообразных. Оно находится главным образом в прецентральной извилине. Корбиниан Бродман в 1909 г считал его топографически и цитоархітектонічно гомологичным человеческом гигантопирамидному полю 4 и отметил, что оно занимает гораздо большую часть лобной доли у обезьян, чем у людей.

Отличительные особенности (Бродман-1905): слой коры чрезвычайно толстый; слои не отличаются друг от друга; клетки единичные, неплотно расположены; гигантские пирамидальные (Бец) клетки присутствуют во внутреннем пирамидальном слое (V); отсутствие внутреннего зернистого слоя (IV), граница между наружным пирамидальным слоем (III) и внутренним пирамидальным слоем (V) нечеткая; отсутствие четкого внешнего зернистого слоя (II); постепенный переход от мультиформного слоя (VI) до подкоркової белого вещества.

## Изображения

Анимация.
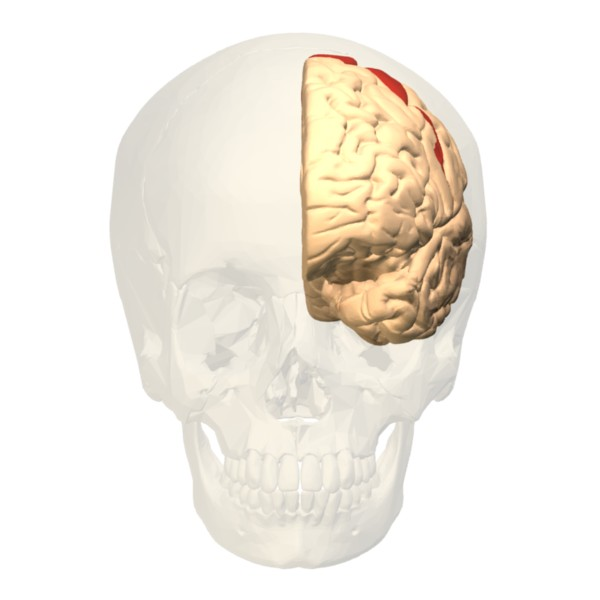
вид спереди.
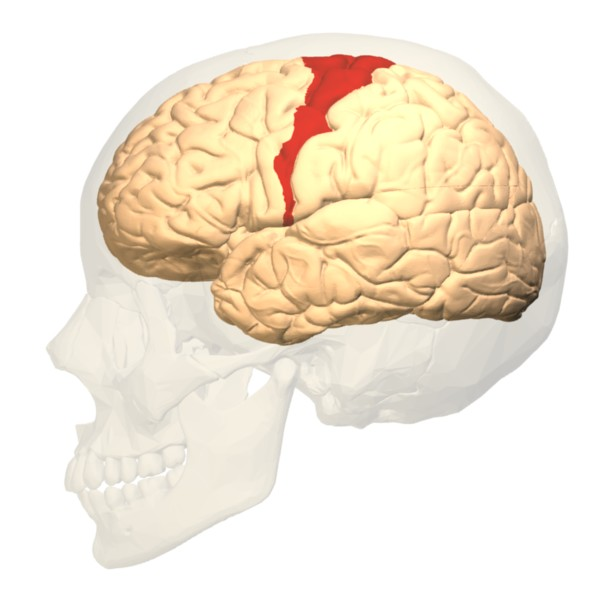
Боковой вид.
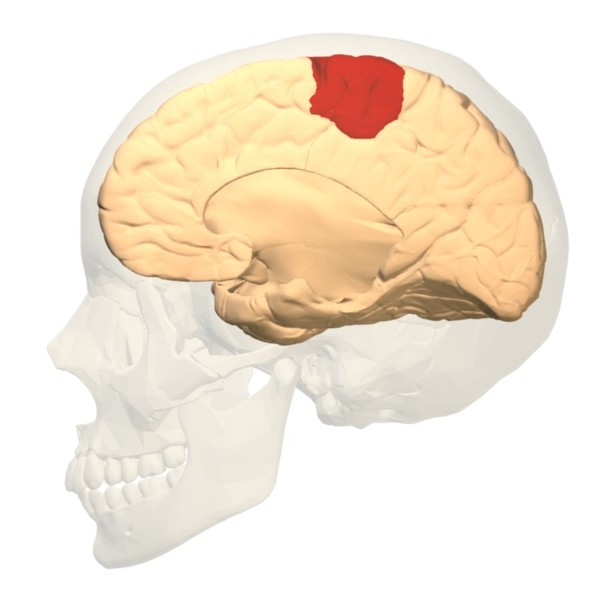
Медиальный вид.
Боковую поверхность.

## Ссылка
1. ↑  Korbinian Brodmann. Vergleichende Lokalisationslehre der Grosshirnrinde in ihren Prinzipien dargestellt auf Grund des Zellenbaues (нем.). — Leipzig: Barth, 1909.